# Schwebda
Schwebda ist der nach Einwohnerzahl zweitgrößte Ortsteil der Gemeinde Meinhard im nordhessischen Werra-Meißner-Kreis. Der Ort liegt am Osthang des Meinhard an der Werra, etwa fünf Kilometer östlich der Kreisstadt Eschwege. Unmittelbar westlich des Ortes liegt der Werratalsee.

## Geschichte
Die älteste bekannte schriftliche Erwähnung von Schwebda erfolgte unter dem Namen Suebada in Thuringia im Jahr in einer Urkunde der Reichsabtei Fulda und wird in die Zeit 775–786 datiert. Der erhaltene Turm der örtlichen Stephanuskirche wird auf etwa 1150 datiert. Weitere Erwähnungen erfolgten unter den Ortsnamen (in Klammern das Jahr der Erwähnung): Sueuede (1243), Swebede (1269), Suevede (1301) und Schwebbe (11807).
Zum 31. Dezember 1971 wurde im Zuge der Gebietsreform in Hessen die Gemeinde Meinhard durch den freiwilligen Zusammenschluss der bis dahin selbständigen Gemeinden Frieda, Grebendorf, Jestädt und Schwebda neu gebildet. Für die ehemals eigenständigen Gemeinden von Meinhard wurden Ortsbezirke mit Ortsbeirat und Ortsvorsteher nach der Hessischen Gemeindeordnung gebildet.

## Bevölkerung
Einwohnerstruktur 2011
Nach den Erhebungen des Zensus 2011 lebten am Stichtag dem 9. Mai 2011 in Schwebda 906 Einwohner. Darunter waren 21 (2,3 %) Ausländer. Nach dem Lebensalter waren 132 Einwohner unter 18 Jahren, 393 zwischen 18 und 49, 240 zwischen 50 und 64 und 195 Einwohner waren älter. Die Einwohner lebten in 402 Haushalten. Davon waren 93 Singlehaushalte, 135 Paare ohne Kinder und 138 Paare mit Kindern, sowie 33 Alleinerziehende und 3 Wohngemeinschaften. In 87 Haushalten lebten ausschließlich Senioren und in 261 Haushaltungen lebten keine Senioren.
Einwohnerentwicklung
| Quelle: Historisches Ortslexikon |                  |
| • 1585:                          | 48 Haushaltungen |
| • 1747:                          | 66 Haushaltungen |

| Schwebda: Einwohnerzahlen von 1834 bis 2020 | Schwebda: Einwohnerzahlen von 1834 bis 2020 | Schwebda: Einwohnerzahlen von 1834 bis 2020 | Schwebda: Einwohnerzahlen von 1834 bis 2020 | Schwebda: Einwohnerzahlen von 1834 bis 2020 |
| --- | ------------------------------------------- | ------------------------------------------- | ------------------------------------------- | ------------------------------------------- |
| Jahr |                                             |                                             |                                             | Einwohner                                   |
| 1834 | 1834                                        |                                             | 618                                         | 618                                         |
| 1840 | 1840                                        |                                             | 676                                         | 676                                         |
| 1846 | 1846                                        |                                             | 701                                         | 701                                         |
| 1852 | 1852                                        |                                             | 714                                         | 714                                         |
| 1858 | 1858                                        |                                             | 697                                         | 697                                         |
| 1864 | 1864                                        |                                             | 731                                         | 731                                         |
| 1871 | 1871                                        |                                             | 660                                         | 660                                         |
| 1875 | 1875                                        |                                             | 709                                         | 709                                         |
| 1885 | 1885                                        |                                             | 692                                         | 692                                         |
| 1895 | 1895                                        |                                             | 666                                         | 666                                         |
| 1905 | 1905                                        |                                             | 827                                         | 827                                         |
| 1910 | 1910                                        |                                             | 774                                         | 774                                         |
| 1925 | 1925                                        |                                             | 888                                         | 888                                         |
| 1939 | 1939                                        |                                             | 841                                         | 841                                         |
| 1946 | 1946                                        |                                             | 1.208                                       | 1.208                                       |
| 1950 | 1950                                        |                                             | 1.235                                       | 1.235                                       |
| 1956 | 1956                                        |                                             | 1.116                                       | 1.116                                       |
| 1961 | 1961                                        |                                             | 1.135                                       | 1.135                                       |
| 1967 | 1967                                        |                                             | 1.038                                       | 1.038                                       |
| 1970 | 1970                                        |                                             | 1.083                                       | 1.083                                       |
| 1980 | 1980                                        |                                             | ?                                           | ?                                           |
| 1990 | 1990                                        |                                             | ?                                           | ?                                           |
| 2000 | 2000                                        |                                             | ?                                           | ?                                           |
| 2011 | 2011                                        |                                             | 906                                         | 906                                         |
| 2015 | 2015                                        |                                             | 869                                         | 869                                         |
| 2020 | 2020                                        |                                             | 836                                         | 836                                         |
| Datenquelle: Historisches Gemeindeverzeichnis für Hessen: Die Bevölkerung der Gemeinden 1834 bis 1967. Wiesbaden: Hessisches Statistisches Landesamt, 1968. Weitere Quellen: LAGIS; Gemeinde Meinhard; Zensus 2011 |                                             |                                             |                                             |                                             |

Historische Religionszugehörigkeit
| • 1885: | 677 evangelische (= 97,83 %), 15 katholische (= 2,17 %) Einwohner   |
| • 1961: | 952 evangelische (= 83,88 %), 162 katholische (= 14,27 %) Einwohner |

## Politik
Ortsvorsteher nach der Kommunalwahl in Hessen 2021 ist Michael Pack (SPD, Stand: April 2022).

## Sehenswürdigkeiten und Kultur
- Größter Rundanger der Region
- historische Dorfkirche
- Rittergut
- Meinharder Heimatmuseum
- Schloss Wolfsbrunnen
- Wasserburg Schwebda

Das „Steinerne Haus“, Rest der einstigen Wasserburg Schwebda

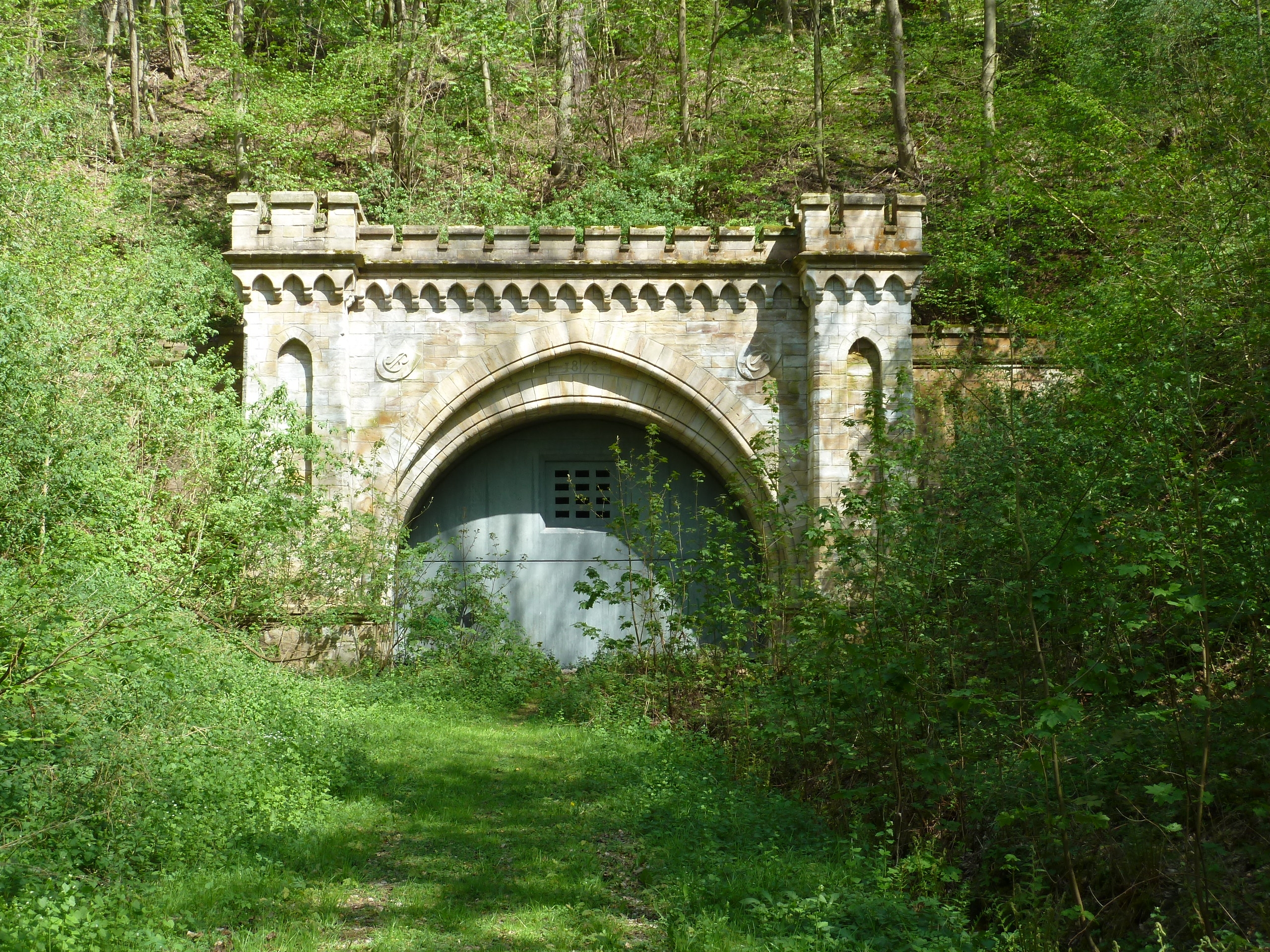
Portal des Friedatunnels

- Historisches Portal des Friedatunnels der ehemaligen Kanonenbahn (Industriedenkmal)
- Werratalsee

## Wirtschaft und Infrastruktur

### Verkehr
Durch den Ort verläuft die Bundesstraße 249.
Schwebda war ein Eisenbahnknotenpunkt an der Kanonenbahn im Abschnitt Leinefelde–Treysa. Von dieser zweigten bis 1945 die Strecken nach Heiligenstadt sowie  nach Wartha (Werratalbahn) ab. Nach 1945 blieb infolge der innerdeutschen Grenze einzig die Strecke Eschwege-Schwebda sowie das Teilstück der Werratalbahn bis Wanfried-Heldra in Betrieb, welche bis 1994 nach und nach stillgelegt und später abgebaut wurden. Das Empfangsgebäude des Bahnhofs Schwebda blieb erhalten.

### Tourismus
Schwebda hat Anschluss an den Werratal-Radweg. Am Ostufer des Werratalsees befindet sich ein Strandbad.